# Benguellia
Benguellia  (лат.) — монотипный род двудольных растений семейства Яснотковые (Lamiaceae), включающий вид Benguellia lanceolata (Gürke) G.Taylor. Выделен британским ботаником Джорджем Тейлором в 1931 году.

## Распространение и среда обитания
Единственный вид является эндемиком Анголы.
Произрастают на болотах.

## Общая характеристика
Травянистые растения.
Листья простые.
Соцветие несёт по три цветка с малозаметным прицветником. Венчик цветка фиолетовый, с двумя выраженными губами.
Плод — яйцевидный орешек.